# Hypselodoris maridadilus
Hypselodoris maridadilus is een slakkensoort uit de familie van de Chromodorididae. De wetenschappelijke naam van de soort is voor het eerst geldig gepubliceerd in 1977 door Rudman.